# Јополо
Јополо (итал. Joppolo) је насеље у Италији у округу Вибо Валенција, региону Калабрија.
Према процени из 2011. у насељу је живело 750 становника. Насеље се налази на надморској висини од 131 м.

## Становништво
| 1951. | 1961. | 1971. | 1981. | 1991. | 2001. | 2011. |
| ----- | ----- | ----- | ----- | ----- | ----- | ----- |
| 3.725 | 3.182 | 3.062 | 2.643 | 2.462 | 2.274 | 2.090 |